# Leo Nielsen
Carl Leo Holger Nielsen (Randers, 5 marzo 1909 – Copenaghen, 15 giugno 1968) è stato un ciclista su strada danese.

## Palmarès

### Olimpiadi
- Oro a Amsterdam 1928 nella corsa a squadre.
- Argento a Los Angeles 1932 nella corsa a squadre.

### Mondiali
- Argento a Copenaghen 1931 nella gara in linea.